# Rhynchospora ridleyi
Rhynchospora ridleyi är en halvgräsart som beskrevs av Charles Baron Clarke. Rhynchospora ridleyi ingår i släktet småag, och familjen halvgräs. Inga underarter finns listade i Catalogue of Life.